# James Maxlow
James Maxlow (Middlesbrough, 1949) è un geologo e ricercatore australiano.

## Biografia
James Maxlow è nato a Middlesbrough in Inghilterra nel 1949. È poi emigrato con i suoi genitori in Australia nel 1953. È cresciuto a Melbourne dove ha poi conosciuto e sposato la moglie Anita. Da essa ha avuto i figli Jason, Karena, e Jarred.
Inizialmente a Melbourne studiava Ingegneria Civile presso l'allora Swinburne College. Ma deluso degli studi di ingegneria si indirizzò verso la facoltà di geologia conseguendo la laurea presso il Royal Melbourne Institute of Technology nel 1971.
La passione di James per la geologia è senza dubbio derivata dalle origini della sua famiglia molti dei cui membri erano stati lavoratori del ferro nelle miniere delle colline di Cleveland a sud di Middlesbrough nel corso del 1800.
James Maxlow ha lavorato per oltre 25 anni come geologo nell'esplorazione mineraria in gran parte dell'Australia acquisendo una notevole conoscenza nel settore, conoscenza che egli ha poi riversato nel campo della ricerca scientifica.
Maxlow si è dedicato specialmente ad approfondire gli studi sull'ipotesi della espansione della Terra riferendosi particolarmente ai lavori dello scienziato australiano Samuel Warren Carey.
L'interesse di James sulla ipotesi dell'espansione della Terra deriva dal lavoro come tecnico minerario svolto nella regione di Pilbara nell'Australia Occidentale.  La regione di Pilbara è un'enorme struttura Domal, del diametro di centinaia di chilometri.
Questo luogo ricco di bande di ferro depositato chimicamente e di rocce sedimentarie in silice costituisce il più grande deposito di minerale di ferro al mondo.
Il fattore di maggior interesse, dal punto di vista geologico, di questi giacimenti consiste nella circostanza che giaciture separate da distanza di oltre 300 chilometri presentano la stessa sequenza e sono perfettamente coerenti fra loro come se in tempi geologici precedenti fossero stati parti della stessa struttura.
Gli studi di James Maxlow hanno dimostrato che la parte centrale della struttura Domal di Pilbara è stata erosa e che nell'insieme questa struttura potrebbe costituire un frammento della superficie terrestre della Terra di 2.500 milioni di anni fa. Inoltre dalla giacitura degli strati della cupola è possibile rilevare il raggio della Terra in quell'epoca.
Dopo circa quindici anni di lavoro come tecnico minerario Maxlow è potuto tornare all'Università dove ha conseguito un master in Geologia nel 1995 a cui è seguito un dottorato in Filosofia nel 2002 alla Curtin University of Technology di Perth, in Australia Occidentale.
Negli anni universitari Maxlow ha potuto confrontarsi oltre che col già nominato professor Samuel Warren Carey con il polacco Yan Koziar e con il tedesco Klaus Vogel, scienziati esponenti di spicco della teoria della espansione della Terra.
James Maxlow espone i risultati delle sue ricerche e illustra le sue teorie nel trattato intitolato Terra non firma Earth.

## Pubblicazioni
- Terra non firma Earth, James Maxlow, One-Off Publishing, 2005, ISBN 0 952 2603 28